# T Leporis
T Leporis (T Lep / HD 32803 / HIP 23636) es una estrella variable de la constelación de Lepus, la liebre. Visualmente a medio grado de ε Leporis, se encuentra aproximadamente a 500 años luz del sistema solar.
De tipo espectral M6ev, es una variable Mira —al igual que R Leporis, en esta misma constelación— cuyo brillo oscila entre magnitud aparente +7,40 y +14,30 con un período de 368,1 días.
Su temperatura superficial, extremadamente baja para una estrella, es de 2800 K.
Las variables Mira se cuentan entre las mayores fábricas de moléculas y polvo del universo.
En cada pulsación, T Leporis expulsa materia al espacio, perdiendo cada año una cantidad de masa equivalente a la masa terrestre.
Imágenes de T Leporis obtenidas con el interferómetro Very Large Telescope del Observatorio Europeo del Sur (ESO) han permitido observar una capa de gas y polvo que rodea la estrella, cuyo diámetro es unas 100 veces más grande que el del Sol.
Dada la gran distancia a la que se encuentran esta clase de estrellas, su diámetro angular aparente —a pesar de su enorme tamaño intrínseco— puede ser de solo media millonésima parte del solar.